# Leucotrichia botosaneanui
Leucotrichia botosaneanui är en nattsländeart som beskrevs av Oliver S. Flint Jr. 1996. Leucotrichia botosaneanui ingår i släktet Leucotrichia och familjen smånattsländor. Inga underarter finns listade i Catalogue of Life.